# Сова-голконіг острівна
Сова́-голконі́г острівна (Ninox natalis) — вид совоподібних птахів родини совових (Strigidae). Ендемік острова Різдва. Раніше вважався підвидом молуцької сови-голконога, однак був визнаний окремим видом у 1998 році за результатами молекулярно-генетичного дослідження.

## Опис
Довжина самиць становить 27—29 см, самців 26—28 см, довжина хвоста у самиць становить 17,2 см, у самиць 11,9 см, вага 140—150 г. Верхня частина тіла рудувато-коричнева, на плечах і покривних перах крил є невеликі білі плямки. На махових перах і хвості поперечні темні смуги. Нижня частина тіла рудувато-коричнева, поцяткована поперечними білими смугами. Нижні покривні пера крил рудувато-коричневі. на махових перах з нижньої сторони є світлі і темно-сірі смуги. Лицевий диск темно-каштановий, «брови» і горло білі. Очі жовті, дзьоб сірий, лапи оперені.
Голос — подвійне угукання «boo-book», схоже на угукання австралійської сови-голконога. Пташенята вимагають їсти, видаючи пронизливі трелі.

## Поширення і екологія
Острівні сови-голконоги є ендеміками острова Різдва в Індійському океані, площа якого становить 135 км². Вони зустрічаються по всьому острову, віддають перевагу вологих тропічним лісам, однак зустрічаються і у відновлених лісах віком більше 10 років. Гніздяться в дуплах дерев висотою 30—40 м, переважно у Syzygium nervosum, Planchonella nitida і Hernandia ovigera. Живляться переважно комахами середнього і великого розміру, особливо жуками, деревними цвіркунами Gryllacris rufovaria, метеликами і інтродукованими тарганами Periplaneta americana, а також дрібними хребетними, зокрема світлобокими окулярниками Zosterops natalis, інтродукованими хатніми геконами Hemidactylus frenatus та інвазивними чорними пацюками Rattus rattus.

## Збереження
МСОП класифікує цей вид як вразливий. За оцінками дослідників, популяція острівних сов-голконогів становить приблизно 1000 птахів, хоча, можливо, є значно меншою. Їм загрожує знищення природного середовища.